# Hut
Hut (perzijski: kit) iranski je superkavitacijski torpedo brzine 360 km/h, što ga čini najbržim torpedom na svijetu, višestruko bržim od svih drugih vrsta torpeda. Uspješno testiranje obavljeno je lansiranjem s vojnog broda protiv makete podmornice, prilikom vojnih vježbi Veliki prorok u travnju 2006. godine.
General Ali Fadavi, predstavnik iranske mornarice izjavio je: "Čak i ako neprijateljski brod detektira torpedo, nijedan ratni brod ne može mu pobjeći zbog njegove velike brzine". Brzina Huta od 100 m/s čini ga sedmerostruko bržim od američkih ili europskih modela poput Mark 46 odnosno MU90 Impacta.
Službena iranska novinska agencija IRNA tvrdi kako je torpedo razvijen i konstruiran u industrijskim kompleksima iranske Revolucionarne garde. Zapadni izvori tvrde kako je torpedo napravljen reverznom tehnikom od ruskog superkavitacijskog torpeda sličnog tipa VA-111 Shkval koji putuje sličnom brzinom, no za to nema dokaza. Ruski dužnosnici opovrgnuli su navode o opskrbljivanju Irana navedenom tehnologijom.

## Vanjske poveznice
- Rusija negira tehnološku pomoć (engl.)
- BBC: Iran testirao "super-brzi" torpedo (engl.)